# 丹尼丝·库克
丹尼丝·库克（英語：Denise Cook，？—），新西兰女子田径运动员。她曾代表新西兰参加1984年夏季残疾人奥林匹克运动会田径比赛，获得女子铁饼C5级和女子铅球C5级金牌，以及女子掷棒C5级和女子标枪C5级银牌。